# Powiat bocheński (Galicja)

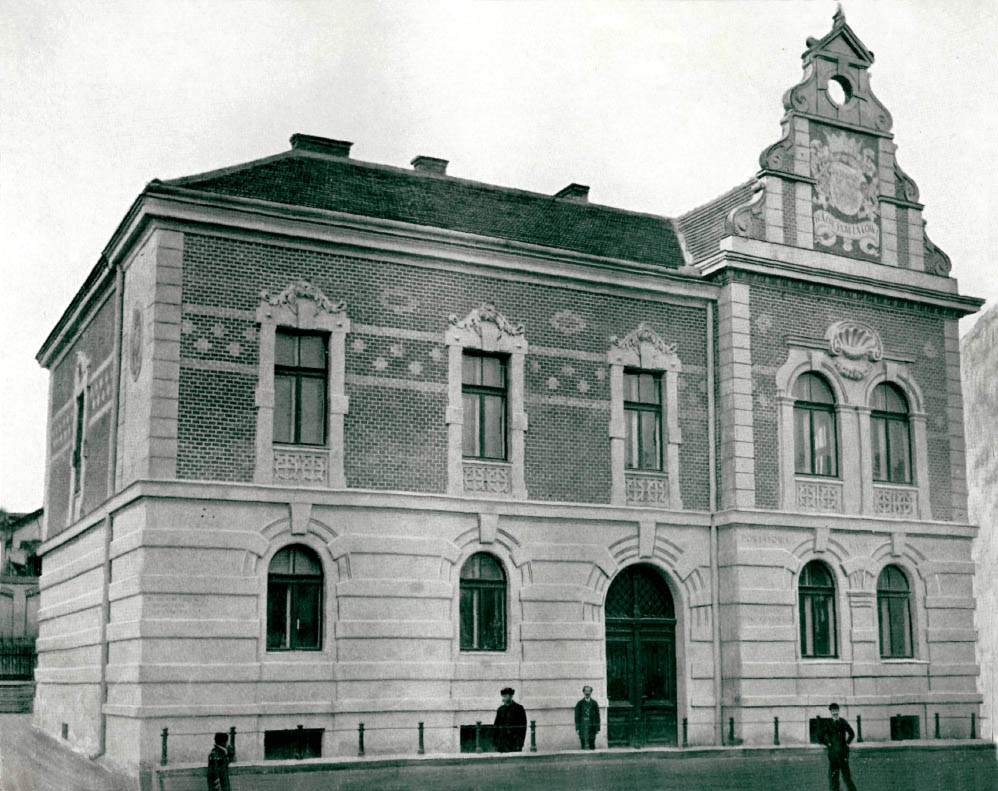
Siedziba powiatu w Bochni

Powiat bocheński – dawny powiat kraju koronnego Królestwo Galicji i Lodomerii, istniejący w latach 1867–1918.
Siedzibą c.k. starostwa była Bochnia. Powierzchnia powiatu w 1879 roku wynosiła 8,9142 mil kw. (512,92 km²), a ludność 98 582 osób. Powiat liczył 94 osady, zorganizowane w 83 gminy katastralne.
Na terenie powiatu działały 3 sądy powiatowe – w Bochni, Wiśniczu i Niepołomicach.

## Starostowie powiatu
- Antoni Giełdanowski (1870–1871)
- Ludwik Kadyi (1879–1882)
- Juliusz Kleeberg[1] (1890)
- Michał Konstanty Kerékjártó (m.in. w 1906[2])

## Komisarze rządowi
- Chrystian Rappel (1870–1871)
- Zygmunt Rogoyski (od 1871)
- Nikodem Gojski (1879)
- Feliks Kubicki (1882)
- Emil Glenicki (1890)

## Komisarze powiatowi
- Romuald Wilczek (1917)[3]